# Adolf Hausrath
Adolf Hausrath (født 13. januar 1837 i Karlsruhe, død 2. august 1909 i Heidelberg) var en tysk teolog og forfatter.
Hausrath blev 1861 vikar og privatdocent i Heidelberg, 1864 assessor i det evangeliske kirkeråd i Karlsruhe, 1872 professor i teologi, 1886 Kirchenrat i Heidelberg. Af hans skrifter kan nævnes: Neutestamentliche Zeitgeschichte (4 bind, 3. oplag 1877—79) og som særtryk deraf: Der Apostel Paulus (2. oplag 1872), David Friedrich Strauss und die Theologie seiner Zeit (2 bind, 1877—78), Arnold von Brescia (1891), Peter Abälard, ein Lebensbild (1893), Martin Luthers Romfahrt (1893). Under pseudonymet George Taylor har han udgivet de ansete og meget læste historiske romaner Antinous (1880, 6. oplag 1886; oversat på dansk 1880), Klytia (1883, 6. oplag 1897; oversat på dansk 1883); Jetta (1884) og Elfride (1885).